# Мясотский сельсовет
Мясотский сельсовет (бел. Мясо́цкі сельсавет) — административная единица на территории Молодечненского района Минской области Беларуси. Административный центр — агрогородок Выверы.

## История
Образован 12 октября 1940 года в составе Молодечненского района Вилейской области БССР. Центр — деревня Мясота. С 20 сентября 1944 года в составе Молодечненской области. 27 марта 1959 года в состав сельсовета включена территория упразднённого Раевщинского сельсовета. С 20 января 1960 года в Минской области.
9 августа 1960 года в состав Красненского сельсовета из Мясотского сельсовета переданы деревни Кончаны, Костюшки и Ракутёвщина. 
В 1974 году на территории сельсовета образован посёлок Сосновый Бор.  
В 1987 году упразднён хутор Гребеново. 

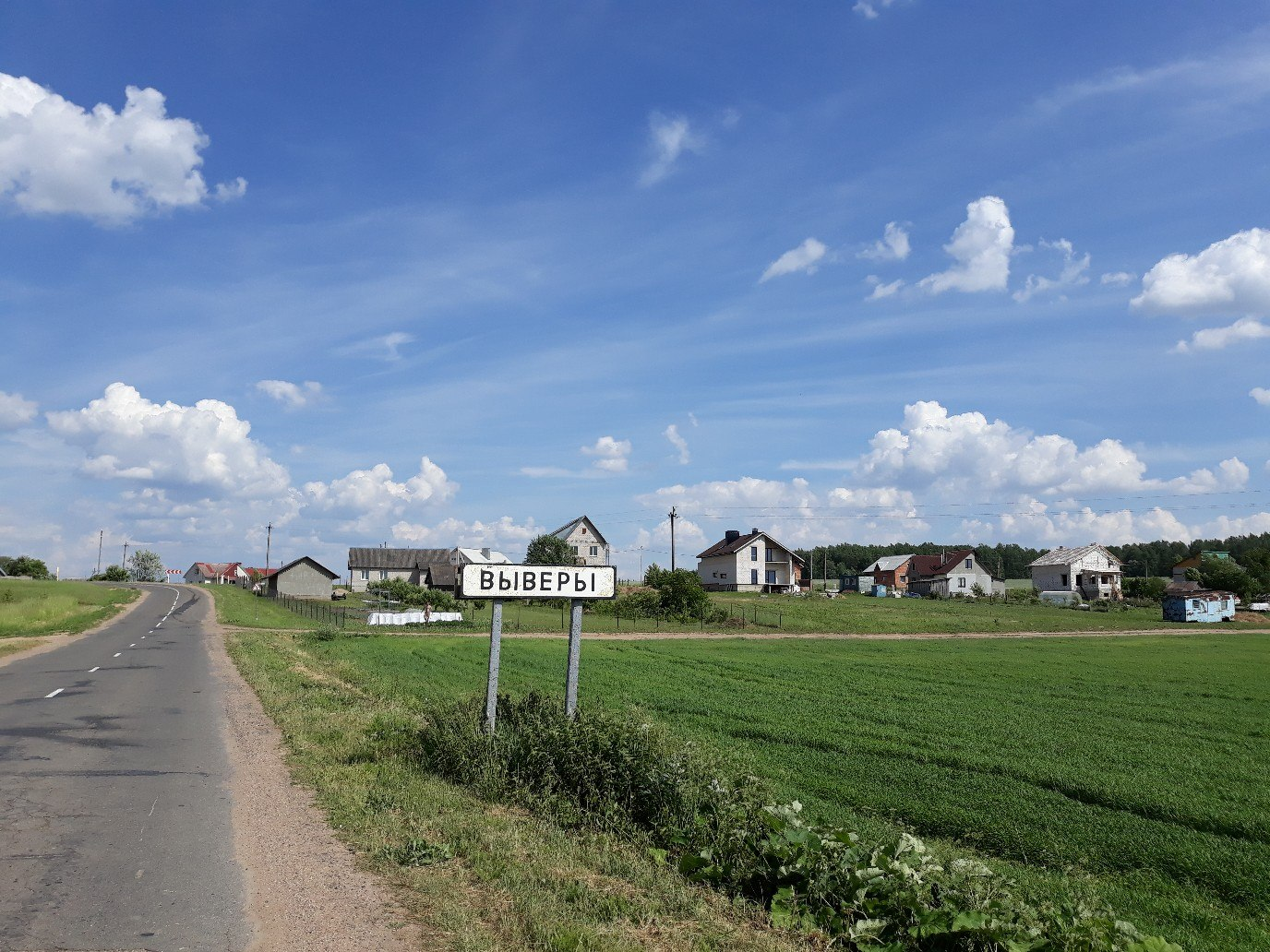
Агрогородок Выверы

28 мая 2013 года в состав сельсовета включена деревня Шнуры, исключенная из Тюрлевского сельсовета.
23 октября 2015 года центр сельсовета перенесён из деревни Мясота в агрогородок Выверы.

## Состав
Мясотский сельсовет включает 24 населённых пункта:
- Великие Кошевники — деревня.
- Вередово — деревня.
- Выверы — агрогородок.
- Доманово — деревня.
- Загорское — деревня.
- Заречанская — деревня.
- Криница — деревня.
- Куромшичи — деревня.
- Кутляны — деревня.
- Куты — деревня.
- Лозовец — деревня.
- Мясота — деревня.
- Писаревщина — деревня.
- Плёсы — деревня.
- Раевщина — деревня.
- Решетки — деревня.
- Рухли — деревня.
- Самали — деревня.
- Селивоновка — деревня.
- Слободка — деревня.
- Сосновый Бор — посёлок.
- Татарщина — деревня.
- Черчёново — деревня.
- Шнуры — деревня.

## Население
Согласно переписи 2009 года (23 населённых пункта) — 2466 человек, из них 93,0 % — белорусы, 5,3 % — русские, 1,0 % — украинцы; по переписи 2019 года (24 населённых пункта) — 2292 человека.